# Johannes Scultetus (Mediziner, 1621)
Johannes Scultetus (auch Johann Scultetus, * 7. August 1621 in Nürnberg; † 13. Februar 1680 ebenda) war ein deutscher Mediziner und Physicus in Nürnberg.

## Leben
Johannes Scultetus wirkte ab Mitte des 17. Jahrhunderts als Physicus in Nürnberg.
Am 15. August 1672 wurde Johannes Scultetus unter der Matrikel-Nr. 45 mit dem akademischen Beinamen Perseus I. als Mitglied in die Academia Naturae Curiosorum, die heutige Deutsche Akademie der Naturforscher Leopoldina, aufgenommen.

## Schriften
- Trichiasis admiranda, sive Morbus pilaris mirabilis. Ender, Nürnberg 1658 (Digitalisat)
- Plantarum Cultura Oratione Exculta. Felsecker, Nürnberg 1666 (Digitalisat)